# Biełogorskij (obwód rostowski)
Biełogorskij (ros. Белогорский) – chutor w Rosji, w obwodzie rostowskim, w rejonie szołochowskim. W 2010 liczył 1921 mieszkańców.